# Aspidosperma resonans
Aspidosperma resonans är en oleanderväxtart som beskrevs av H.J.Will. och Goyder. Aspidosperma resonans ingår i släktet Aspidosperma och familjen oleanderväxter. Inga underarter finns listade i Catalogue of Life.